# Перша війна з містом Веї
Перша війна з містом Веї — збройний конфлікт V століття до н. е. між Римською республікою та етруським містом Веї.

## Початок війни
Про причини війни античні автори нічого не вказують, але вони зазначають, що ворожі відносини між Римом і ближнім племенем етрусків, які проживали у 18 км від міста, мали давню історію.
Згідно з Титом Лівієм («Історія від заснування міста»»), події почались у 483 році до н. е. Діонісій Галікарнаський писав, що ще у 485 році до н. е.римський консул Сервій Корнелій Малугінен здійснив набіг на землі веєнтів, а потім повернувся зі здобиччю і домовився про річне перемир'я.
Війну, як писав Лівій, почали веєти (веяни), а разом з ними і вольські. За словами Діонісія, вольські просувалися з презирством і зухвалістю й охоплені страхом:
«Вольсков же, продвигавшихся с презрением и дерзостью, охватывает страх ввиду неожиданного зрелища, когда вопреки их чаяниям показалось все войско врагов, стоявшее в боевом порядке, и тут уж не стало никакого дела до общей безопасности, но каждый думал только о собственном спасении."
Діонісій Галікарнаський, Римські старожитності. Книга VIII, LXXXII
Далі Діонісій пише, що розвернувшись, вольські бігли різними шляхами до міста, проте один загін, найкраще організований, виліз на вершину невідомого пагорба і, озброївшись, лишився на ніч. Однак військо здалося після того, як консул розставив довкола варту і перекрив усі дороги, і голод змусив військо скласти зброю. Здобич консул наказав продати квесторам, а цінні речі – продати і вивезти зароблені гроші до міста. Тоді ж, уже за словами Лівія, віщуни, гадаючи по нутрощах тварини й удавшись до ауспіції, сповістили можливу причину непокоєння богів:
«...прорицатели, гадая то по внутренностям животных, то по полету птиц, возвещали государству и частным лицам, что единстванная причина такого беспокойства богов – нарушение порядка в священнодействиях. Страхи эти разрешились тем, что весталку Оппию осудили за блуд и казнили.»
Тит Лівій, Історія Риму від заснування міста. Книга ІІ, ст. 42

У 482 році до Р.Х. новими консулами стали Квінт Фабій Вібулан і Гай Юлій Юл. Того року розбрати не стали меншими, а внутрішня війна посилилася. Як писав Лівій, відразу ж почався набір армії, яку було розбито на дві частини: одна йшла на веєнтів, а друга — на еквів:
«Для двух сразу войн набирается войско: Фабий должен вести войско на вейян, Фурий – на эквов.»
Тит Лівій, Історія Риму від заснування міста. Книга ІІ, ст. 42
   Коли ж веєнти вторглися на римські землі, то вони розорили її прикордонні райони . За словами Діонісія, сенат вимагав відшкодування збитків, однак римським послам у Веях було сказано, що набіг здійснили етруски з сусідніх міст, після чого Сенат оголосив Веям війну. Це викликало невдоволення у плебеїв, які підозрювали аристократію у спробі відволікти народ від рішення земельного питання. Консули квінт Фабій і Гай Юлій Юл встали таборами біля Веї, однак етруски не вийшли до бою. Тоді римляни розорили округу і повернулися назад. У 481 році до Р.Х. консул Цезон Фабій повів армію на веєнтів, але похід не приніс йому перемоги. Тіт Лівій писав, що кіннота розсіяла ворогів, а от піхота відмовилася від переслідування втікачів, оскільки вони були сильно гнівалися на Фабія за розправу зі Спурієм Кассієм, і ніщо не змогло примусити її прискорити
«...консул, уже показав себя превосходным полководцем в подготовке и ведении войны, так выстроил свое войско, что одною конницею рассеял вражеский строй, пехотинцы не захотели преследовать бегущих; ни призывы ненавистного им вождя, ни даже собственное бесчестье и позор перед лицом сограждан, ни даже опасность, что враг вновь воспрянет духом, не могли заставить их не только ускорить шаг, но хотя бы оставаться в строю: нет, они самовольно поворачивают знамена и, унылые – можно подумать, побежденные, - проклиная то полководца, то усердие конницы, возвращаются в лагерь.»
Тит Лівій, Історія Риму від заснування міста. Книга ІІ, ст. 43

   Діонісій пише, що після того як головнокомандувач дізнався, що йому загрожує, втративши армію, то він віддав наказ про виступ, після чого воїни з поспіхом направилися до Риму. Підійшовши до кордонів міста, варта не впізнала військо, і в Римі здійснялася тривога, а вже на світанку варта відкрила ворота в місто.

## Битва при Веях 480 року до н. е.
Через три роки після невдалих них походів, римляни спробували перейти в рішучий наступ значно більшими силами. На війну з веянами вийшли обидва консули. Кожен із них мав два легіони, набрані з мирних громадян, колоністів і спільників. Окрім цього до римлян приєдналися також величезні загони з племен латинів і герників. Діонісій свідчить, що під містом було сформовано і третє військо, що складалося з двох легіонів молодиків. Підійшовши до Веїв, консули розставили табори на двох пагорбах. Веєни теж вивели свої війська за межі міста, до яких потім, уже за свідченнями Тита Лівія, приєдналися етруски. Побачивши розміри і зброю армії ворожого племені, консулів охопив страх, тоді як римська армія перебувала у стані заколоту.

Як і під час попередньої кампанії, римські консули не прагнули битися за інтереси патриціїв і починати бій першими. Тому вони відсиджувалися за укріпленнями. Після довгих умовлянь вдалося вивести двох легіонерів. Праве крило на чолі зі Гнеєм Манлієм Цинціннатієм відкинуло противника, однак на лівому, очолюване Квінтом Фабієм, етруски мали чисельну перевагу і обійшли римлян з флангу, а сам Фабій загинув, гибель якого і подальші дії описав Тит Лівій:
«Квинта Фабия, позапрошлогоднего консула, первым бросившегося на строй вейян и забывшего осторожность в толпе врагов, этрусский воин, умелый и сильный, поразив мечом в грудь, пронзает насквозь; вырвавши клинок, Фабий падает ничком. Гибель одного этого мужа сразу сделалась ощутимой в обоих войсках; и римляне уже было начали отступать, когда консул Марк Фабий, перепрыгнув через простертое тело и выставив вперед круглый щит, воскликнул: «В том ли клялись вы, воины, что вернетесь в лагерь беглецами? Или вы больше боитесь трусливейшего врага, чем Юпитера и Марса, которым вы клялись? А я, не клявшийся, либо вернусь победителем, либо тут найду смерть в бою возле тебя, Квинт Фабий!»»
Тит Лівій, Історія Риму від заснування міста. Книга ІІ, ст. 44-45
  Консул Марк Фабій поспішив разом із Цензом на виручку. Тим часом сили правого крила римлян ослабли, оскільки було ранено Манлія. Марк Фабій кинувся на той фланг і зміг зупинити ворогів. Гній Манлій загинув під час оборони від інших загонів етрусків, які вже наступили на римлян. Марку Фабію вкотре вдалося відкинути ворогів і продовжити битву на рівнині. Етруски відступили з настанням ночі. Діонісій Галікарнаський назвав цю битву найбільшою серед усіх, які до цього були в римлян.

## Кампанія 479 року до н. е.
479 року до н. е. веєнти сховалися в одному невеликому містечку, а військо консула Тита Вергінія Трікоста Рутіла спустошувало околиці. Розсіявшись для грабунку, римляни ледь не загинули, коли противник виступив величезними силами і атакував їх. Положення врятував Тит Сіциній Сабін, який стримав наступ веєнтів. Вергіній зайняв позицію на пагорбі в оточенні великих сил противника, що ось-ось збирався штурмувати римлян, коли на порятунок з'явився Цезон Фабій. Тоді веєти покинули табір і відступили до міста, а римляни встали під ними і приступили до грабунку місцевості. Після повернення консулів до Риму і розпуску війська, веєти націлили на римські території свої загони легкої піхоти і розграбували значну частину країни.  

## Приватна війна Фабіїв
Родина Фабіїв запропонувала сенату взяти на себе ведення війни з Веями. Отримавши згоду, Фабії на чолі з консуляром Марком Фабієм вийшли з міста, і ось як цю подію описує Тит Лівій:
«Никогда ещё ни одно войско, столь малое числом и столь громкое славой, при всеобщем восхищении не шествовало по Городу. Триста шесть воинов, все патриции, все одного рода, из коих любого самый строгий сенат во всякое время мог бы назначить вождем, шли, грозя уничтожить народ вейентов силами одного семейства.»
Тит Лівій, Історія Риму від заснування міста. Книга ІІ, ст. 49 
Античні історики вважають цей вчинок проявом патріотизму, а Діонісій Галікарнаський додає, що для успішної боротьби з набігами веєнтів потрібно було тримати загони на кордоні, проте державі не вистачало грошей для ведення війни з еквами і вольськами. 
За словами Діонісія, разом із Фабіями йшло понад чотири тисячі воїнів, переважно, клієнтів і друзів. Згодом до них приєдналося військо консула Цезона Фабія. На стрімкому, оточеному водою пагорбі, вони збудували укріплення, що загрожували Фіденам і Веянам. Фортецю назвали на честь однойменної річки Кремери. Консульське військо спустошило цю область, передало гарнізону фортеці й повернулось у Рим.
Кремеру військо використовувало як базу, звідки Фабії здійснювали набіги на ворожі території. Сили були розділені на чотири загони, троє з яких шукали здобич, а четвертий охороняв укріплення. Наступного року веєнти, отримавши підкріплення з інших міст, взяли в облогу фортецю. На допомогу Фабіям підійшли легіони консула Луція Емілія і легата Цезона Фабія. За словами Лівія етруски ще не встигли розвернутися для бою, як були перекинуті раптовою атакою кінної али і відкинуті до свого табору в Червоних Скелях. Діонісій пише, що римляни після запеклого бою зайняли табір етрусків. Веєнти запросили свиту, але незабаром знову почалися взаємні набіги, які час від часу переходили у відкриті зіткнення.

## Кампанія 477 року до н. е.
У 477 році до н. е. веєнти заманили військо Фабіїв у засідку і повністю його розгромили в битві біля Кремери. За словами Діонісія, консул трансформаційних змін з військом стояв в 30 стадіях від місця битви, але допомоги не надав, а потім, невдало вибравши позицію, і сам був вщент розбитий:
«И вот тиррены, уничтожив Фабиев и захватив укрепление на Кремере, повели свои силы против остального войска римлян. Случилось так, что недалеко оттуда стоял лагерем один из консулов - Менений, причем в далеко небезопасном месте. Когда род Фабиев и их клиенты погибли, он находился примерно в тридцати стадиях от того места, где произошло несчастье, и это обстоятельство немалому числу людей дало повод думать, что, зная, в какую беду попали Фабий, Менений тем не менее никак не позаботился о них, потому что завидовал доблести и славе этих людей.»
Діонісій Галікарнаський, Римські старожитності. Книга IX, XXIII
Етруски після багатогодинного штурму взяли римський табір, захопили там поранених і багато полонених, а вцілілі римські воїни бігли, причому багато покидали зброю.
Наступного дня етруски зайняли позицію на Янікулі. Переправивши частину військ через Тибр, вони відрізали підвезення продовольства, і готувалися осадити Рим, коли на допомогу місту підійшов консул Горацій, який повернувся з війни проти вольськів. Римляни дали веєнтам два бої: один біля храму Надії на Есквілінськом пагорбі, другий - у Коллінськіх воріт. Згідно Лівію, в першому бою не переміг ніхто, у другому римляни мали невелику перевагу.

## Битва на Янікулі
Зайнявши позиції на Янікульському пагорбі, етруски спустошували околиці Риму і перешкоджали підвозу продовольства. Вступивши на посаду влітку 476 року до н. е. консули Спурій Сервілій і Авл Вергіній спочатку знищили загони, які розсипалися для грабежу на лівому березі Тибру, а потім вночі таємно переправилися на плотах через річку, і вранці атакували веєнтів біля підніжжя пагорба. Коли етруски почали відступ, Сервілій, який командував лівим крилом, захопився переслідуванням і почав підійматися на пагорб, порушивши лад. З табору веєнтів виступили свіжі сили, які атакували і розсіяли його військо. Положення врятував Вергіній, який завдав противнику удар у фланг і запобіг розгром свого колеги. У кровопролитній битві етруски були розбиті і відступили до свого табору, а римляни заночували на позиції перед пагорбом. Вночі етруски, які не отримали підкріплень, залишили табір і пішли до Веїв. А консули повернулися в Рим, але оскільки перемога обійшлася надто дорого, Сенат не дав консулам дозволу на тріумф, і взагалі ніяких святкувань влаштовувати не стали.

## Битва при Веях 475 року до н. е.
У 475 році до н. е. до веєнтів приєдналися сабіни. Війська сабінів і веєнтів встали таборами під Веями, чекаючи підходу підкріплень з Етрурії. Консул Публій Валерій, закликавши на допомогу допоміжні загони латинів і герників вночі переправився через Тибр і під ранок атакував табір сабінів. Завдання римлян полегшило те, що сабіни, перебуваючи на дружній території, знехтували вартовою службою. Увірвавшись в табір, війська латинів і герників вчинили різанину, а покінчивши з сабінами, звернулися проти веєнтів. За словами Лівія, веєнти самі напали на римлян, зайнятих ворожим табором, але були відбиті і бігли в місто. Згідно з Діонісієм, римляни атакували етрусків, які виступили з табору на допомогу сабінам, і після довгого бою загнали їх назад, а потім штурмом взяли табірні зміцнення, закінчивши битву вже вночі.

## Перемир'я
У 474 році до н. е. консул Авл Манлій підступив до Веїв. Жителі просили допомоги у інших етруських міст і сабінів, а потім запросили миру. Було укладено договір про сорокарічне перемир'я. За словами Лівія, веєнтів зобов'язали постачати зерно і платити данину. По Діонісію, консул обмежився контрибуцією в розмірі річної платні для його війська і продовольства на два місяці. Манлій за припинення війни отримав піший тріумф. Судячи з того, що ніяких завоювань римлянам зробити не вдалося, результат війни був не дуже успішним, можливо навіть, що етруски в цілому мали перевагу.